# Мамутов Руслан Алімович
Руслан Алімович Мамутов (19 серпня 1993, смт Роздольне, АР Крим, Україна — 10 січня 2022, Сімферополь) — український та російський футболіст кримськотатарського походження, півзахисник.

## Життєпис
Вихованець академії донецького «Олімпіка». Тренер — Руслан Уманець. У 2008 році продовжив навчання в школі сусіднього «Металурга». Після випуску зарахований у дубль «металургів».
Перший матч в основному складі зіграв в рамках 1/16 фіналу Кубка України проти київського «Динамо». 6 жовтня 2013 року в матчі проти тих же «динамівців» дебютував у Прем'єр-лізі.
Влітку 2014 року Мамутов разом з партнерами по «Металургу» Микитою Полюляхом і Ясином Хамідом відданий в оренду клубу першої ліги «Сталь» (Алчевськ). Розпочинав сезон півзахисник з лави запасних, отримуючи шанс підсилити гру команди вже по її ходу. Згодом через травми партнерів та власну старанність, майже став у команді Вадима Плотникова гравцем основного складу. Півроку по тому «Сталь» через фінансові труднощі змушена була знятися з розіграшу першої ліги. Зважаючи на ситуацію Мамутов разом з іншими орендованими гравцями повернувся в «Металург».
Після початку окупації Криму отримав російський паспорт. Виступав за клуби чемпіонату окупованого Криму, зокрема, за «Океан» (Керч).
У сезоні 2019/20 грав за вірменський клуб «Вест Арменія», але на початку 2020 року повернувся до окупованого Криму де грав за «Кизилташ».
Загинув 10 січня 2022 року.